# Игуман Арсеније (Јовановић)
Арсеније (Јовановић) (Београд, 13. септембар 1960) јесте српски монах. Игуман је манастира Рибница у селу Паштрићу код Мионице, православни беседник и публициста. Аутор је књигa Бог и рокенрол и Зависник небеске љубави.

## Младост и образовање
Рођен је као Александар Јовановић, 1960. године у Београду. Прадеда Јосиф Милутиновић из племена Пипера, доселио се у Врање и тамо оженио, а његова ћерка је била Александрова баба по оцу. Његови родитељи су били просветни радници, а отац је желео да Александар постане официр Ратног ваздухопловства и противваздушне одбране Југословенске народне армије.
Уписао је Трећу београдску гимназију 1975. године. Желео је да упише Академију ликовних уметности, али је по очевим наговором одустао. Дипломирао је на Стоматолошком факултету Универзитета у Београду, 1987. године. Током студија, бавио се музиком и дружио са најпопуларнијим београдским и југословенским рок музичарима тога доба, попут Милана Младеновића, Бојана Печара и Маргите Стефановић, чланова групе Екатарина Велика (ЕКВ). Арсеније отворено говори о утицају дроге, нарочито хероина, на тадашњи свет младих и како је већина његових пријатеља због тога изгубила животе. Признаје и да је сам био зависник и да је то један од мотива зашто често говори о штетности дроге.
Преселио се у Бруклин (Њујорк) 1987. године, заједно са најбољим пријатељем сликаром Душаном Герзићем Гером, кога је познавао од шестог разреда основне школе. Тамо је постао део источњачке секте "Гуру Махараџи", а постао је и инструктор трансценденталне медитације. У Њујорку су упознали хрватског фотографа Стефана Лупина и почели да се друже са њим.

## Монашки живот
Свету Гору је први пут посетио 1993. године и исте године почиње да живи као искушеник у манастиру Високи Дечани. Замонашен је 1994. године и том приликом је добио монашко име Арсеније, по Светом Арсенију Великом. У време уласка снага КФОР-а на Косово и Метохију, налазио се у манастиру Високи Дечани. Пошто је са целим братством остао у манастиру, узео је учешћа у пружању лекарске помоћи повређеним српским цивилима које би КФОР доводио из зоне сукоба.
Од 2005. до 2011. године, живео је у испосници манастира Црна Река, по благослову епископа рашко-призренског Артемија. Објавио је књигу "Бог и рокенрол" 2006. године, у којој, између осталог, описује свој младалачки живот, време у Њујорку, свет дроге и смрт својих најближих пријатеља.
Живео је у манастиру Подмаине код Будве од априла до октобра 2011. године, када је постао припадник братства манастира Острог. Водио је неколико емисија на Радију Светигора, за које је сам компоновао музику, уз помоћ пријатеља Миливоја Петровића, званог Мишко Плави.
По благослову митрополита црногорско-приморског Амфилохија кренуо да држи предавања. 
Игуман манастира Рибница у Паштрићу је постао 17. децембра 2017. године, а његовим доласком је ово поново постао мушки манастир.
По сопственим речима жеља му је да у манастиру Рибница направи један духовни центар. 
У Недељу крстопоклону, 23. марта 2023., Његово Преосвештенство Епископ ваљевски Г. Исихије је у Храму Светих апостола Петра и Павла у манастиру Рибница рукоположио рибничког настојатеља о. Арсенија у чин јеромонаха.
Бави се поезијом, сликарством, вајарством и иконописом, а својим радовима покушава дати православну димензију. На сликама доминира плава боја, за коју каже да је небеска божанска боја.
Одржао је велики број предавања на различите теме. 